# Макаренко Євдокія Василівна
Євдокія Васи́лівна Макаре́нко (нар. 13 березня 1974, с. Кам'яний Брід, Коростишівський район, Житомирська область) — українська письменниця.

## Життєпис
Євдокія Макаренко народилася в селянській родині. Змалку слухала розповіді бабусі про перевертнів, домових, русалок, родинні перекази та легенди.
Вчилася в місцевій школі, де почала робити перші письменницькі кроки. Це були ліричні твори. Деякі з перших проб пера надруковані в районній «Коростишівській газеті» та у збірці «Переказ про повітря» (конкурс «Гранослов» 1995 р.) В 1991 році вступила до Житомирського педагогічного інституту імені І. Я. Франка. З 1996 року працювала вчителем української мови та літератури.
На сьогоднішній день проживає в місті Коростишеві, де продовжує писати.
Має чоловіка та двох донечок Олександру та Анастасію.
У 2019 році взяла участь у Львівському книжковому форуму, де дала ексклюзивне інтерв'ю для видання "Наступ", в якому розповіла про першу видану книгу, присвячену чоловіку — учаснику АТО.
У 2020 році взяла участь у Запорізькому літературно-мистецькому фестивалі «Толока 2020». Крім того, Євдокія Василівна була учасником Покровської толоки в Чернігові. У 2021 році стала активним учасником багатьох книжкових ярмарок та форумів, серед яких Вінницький книжкового форуму «Vinbookfest», Х міжнародний фестиваль «Книжковий Арсенал», Книжковий ярмарок «Book space» (Дніпро), ІІ Брусилівська книжкова толока, Книжковий ярмарок «Book Fest» (Вінниця), Львівсий книжковий ярмарок «Форум видавців», Покровська толока (Житомир) тощо.
У 2021 році письменниця стала лауреатом літературно-наукового конкурсу ФУВУ ім. Воляників-Швабінських з книгою «Остання покута». Наступного року майстриню слова було номіновано на премію імені Миколи Гоголя, де члени Комітету відзначили роман «Серце жінки» вартим уваги та прочитання.
З повномасштабним вторгненням росії на територію України мисткиня лише підтвердила свою прихильність до Батьківщини і продовжує просувати українську культуру через свої літературні твори. Вона щиро вірить у силу слова і його можливості змінити світ. Євдокія Макаренко активно підтримує українську мову, традицій та цінності, і намагається внести свій вклад у розширення уявлень про Україну у світовому співтоваристві. Особлива увага українській культурній спадщині демонструється в серії романів «Український вовкулака».

## Твори

#### Твори поза серією
- «Невінчана дружина»[6] (Житомир: О. О. Євенок, 2019)
- «Пісня вовкулаки» (Житомир: О. О. Євенок, 2019)
- «Нащадок роду дракона» (Житомир: О. О. Євенок, 2020)
- «Серце жінки» (Житомир: О. О. Євенок, 2020)

- «Світло прощення» (Житомир: О. О. Євенок, 2020)
- «Соломія: інструкція по звабленню» (Житомир: О. О. Євенок, 2021)

- «Вір. надійся. Кохай» (Житомир: О. О. Євенок, 2021)
- «Чортиця в мені» (Житомир: О. О. Євенок, 2022)
- «Шлях до щастя» (Житомир: О. О. Євенок, 2022)
- «Листи у вічність»

#### Серія «Український вовкулака»
- «Місячна нитка»[7] (Житомир: О. О. Євенок, 2019, перевидання 2020)
- «Сила кохання. Серце жінки»[8] (Житомир: О. О. Євенок, 2019)
- «Невинна кров»[9] (Житомир: О. О. Євенок, 2019)
- «Остання покута» (Житомир: О. О. Євенок, 2020)
- «Не зачиняй серце» (Житомир: О. О. Євенок, 2021)